# Río Cuarto
Pour la ville, voir Río Cuarto (ville).
Le río Cuarto ou río Chocancharava, appelé río Saladillo dans son cours inférieur, est une rivière qui parcourt le centre-sud de la province argentine de Córdoba. Il naît à l'extrême sud des sierras de Córdoba, dans le rameau appelé Sierra de Comechingones. Dans son cours supérieur il est appelé río de las Barrancas, recevant le nom de río Cuarto à sa sortie du piémont après avoir conflué avec plusieurs cours d'eau.
La dénomination río Cuarto dérive de la série des cours d'eau que les Espagnols ont découverts au XVIe siècle à partir de la ville de Córdoba. « Chocancharava » ou « Chocancharaua » est une dénomination aborigène, provenant sans doute de l'ancienne ethnie het. Ces noms indigènes furent réactivés par décret à la fin du XXe siècle.
Au sortir des sierras, il coule à travers la plaine de la pampa humide, en direction sud-est jusqu'à ce qu'il atteigne une dépression tectonique où il forme les marécages appelés Bañados del Saladillo ou Bañados de Loboy. Là son cours change de direction et s'oriente vers le nord-est. À sa sortie des bañados sus-nommés, la rivière reçoit le nom de río Saladillo. Ce dernier conflue avec le río Tercero ou Ctalamochita et ensemble ils forment le río Carcarañá.
La longueur totale du río Cuarto est de plus ou moins 400 km, bien qu'il ne soit nommé ainsi que sur 300 km approximativement. Son régime est avant tout pluvial avec apport nival dans les sommets des sierras, ce qui donne un accroissement printanier à la suite des fontes des neiges. Ceci augmente le débit en fin de printemps (novembre) et durant l'été. Le débit moyen estival est de 7,2 m3/s, mais il passe à 70 m3/s pendant les crues (en 1943 une crue exceptionnelle a atteint le débit de 200 m3/s).
Les principales localités et villes situées sur son parcours sont Alpa Corral, Río Cuarto, Villa Reducción, Alejandro Roca et La Carlota, tandis que sur la section du dénommé Saladillo on trouve les villes de Monte Maíz et Monte Buey.